# Juan Carlos de Lima
Juan Carlos de Lima del Castillo (Florida, Uruguay, 2 de mayo de 1962) es un exfutbolista uruguayo que jugaba como delantero.
En 1987 jugó para la Universidad Católica. En 1988 defendió a Botafogo de Brasil. Desde mitad de 1988 y durante 1989 jugó para Nacional, en donde ganó Copa Libertadores y Copa Intercontinental. En 1997 jugando para Peñarol, logró el segundo quinquenio de la historia del Club, convirtiendo goles decisivos, especialmente contra su ex club y tradicional rival. Ganó además el campeonato Uruguayo de 1999 año en el que se retiró de la actividad.

## Trayectoria
Goleador consagrado, completó 52 goles en dos temporadas y anexó 8 festejos en la Copa Libertadores en Ecuador.
Fue partícipe de la gesta de la tercera Copa Libertadores del Club Nacional de Football y del segundo quinquenio del equipo de Peñarol de Uruguay.

## Clubes
| Club                       | País    | Año       |
| -------------------------- | ------- | --------- |
| CA España                  | Uruguay | 1982      |
| Liverpool                  | Uruguay | 1983-1984 |
| Universidad Católica       | Ecuador | 1985-1986 |
| → Deportivo Quito (cedido) | Ecuador | 1986      |
| Universidad Católica       | Chile   | 1987      |
| Botafogo                   | Brasil  | 1988      |
| Nacional                   | Uruguay | 1988-1989 |
| Emelec                     | Ecuador | 1989-1991 |
| O'Higgins                  | Chile   | 1993      |
| Defensor Sporting          | Uruguay | 1994-1996 |
| Peñarol                    | Uruguay | 1997-1999 |

### Distinciones individuales
| Distinción                                        | Año  |
| ------------------------------------------------- | ---- |
| Máximo goleador de la Copa Libertadores (9 goles) | 1986 |

- Datos: Q6299453